# Felixstowe F.3
Felixstowe F.3 là một loại tàu bay của Anh trong Chiến tranh thế giới I.

## Quốc gia sử dụng
Canada
- Canadian Air Board

 Bồ Đào Nha
- Hải quân Bồ Đào Nha

 Anh Quốc
- Cục Không quân Hải quân Hoàng gia
- Không quân Hoàng gia

 Hoa Kỳ
- Hải quân Hoa Kỳ

## Tính năng kỹ chiến thuật (F.3)
Dữ liệu lấy từ British Naval Aircraft since 1912 
Đặc điểm tổng quát
- Kíp lái: 4
- Chiều dài: 49 ft 2 in (14,99 m)
- Sải cánh: 102 ft (31,09 m)
- Chiều cao: 18 ft 8 in (5,69 m)
- Diện tích cánh: 1.432 ft² (133,03 m²)
- Trọng lượng rỗng: 7.958 lb (3.610 kg)
- Trọng lượng có tải: 12.235 lb (5.550 kg)
- Động cơ: 2 × Rolls-Royce Eagle VIII kiểu động cơ piston thẳng hàng V12, 345 hp (257 kW)  mỗi chiếc

 Hiệu suất bay 
- Vận tốc cực đại: 91 mph (79 knot, 147 km/h) trên độ cao 2.000 ft (610 m)
- Trần bay: 8.000 ft (2.438 m)
- Tải trên cánh: 8,54 lb/ft² (41,8 kg/m²)
- Công suất/trọng lượng: 0,056 hp/lb (0,092 kW/kg)
- Thời gian bay: 6 h
- Lên độ cao 2.000 ft (610 m): 5 phút 15 s
- Lên độ cao 6.500 ft (1,980 m): 24 phút

Trang bị vũ khí

- Súng: 4 × súng máy Lewis
- Bom: 920 lb (418 kg) bom